# M.video
M.video ist ein russisches Unternehmen in Form einer Aktiengesellschaft. 2012 war es mit einem Marktanteil von 11,2 % die größte Elektronik-Fachmarktkette in Russland. 2012 gehörten zu M.video 296 Geschäfte.
Das Unternehmen ist in der Handelsbranche tätig und vermarktet Elektronikgeräte, wie Fernseher und Radios sowie Computer. Gegründet wurde das Unternehmen im Jahre 1993. Das erste Geschäft eröffnete in Moskau. M.video ist an der Börse in Moskau im RTS-Index gelistet.